# Praktlorikit
Praktlorikit (Trichoglossus ornatus) är en fågel i familjen östpapegojor inom ordningen papegojfåglar. Den förekommer på och kring Sulawesi i Indonesien. Arten minskar i antal men beståndet anses vara livskraftigt.

## Utseende och läte
Praktlorikiten är som namnet avslöjar en praktfull papegoja, med lång stjärt och färgglad fjäderdräkt. Den är grön med orange näbb, purpurfärgat ansikte, rött på strupen och i tvärband på bröstet samt på halssidan en tydlig gul strimma. Ungfågeln har brun näbb och gul buk. Bland lätena hörs olika gälla skrin, som "kreet!" och "skeet!".

## Utbredning och systematik
Praktlorikiten förekommer på Sulawesi och större intilliggande öar. Den behandlas som monotypisk, det vill säga att den inte delas in i några underarter.

## Levnadssätt
Praktlorikiten hittas i olika typer av skogsområden, även plantage, i lågland och förberg. Den ses i par eller smågrupper i övre delarna av träden.

## Status och hot
Arten har ett stort utbredningsområde, men tros minska i antal, dock inte tillräckligt kraftigt för att den ska betraktas som hotad. Internationella naturvårdsunionen IUCN listar arten som livskraftig (LC).

## Bilder

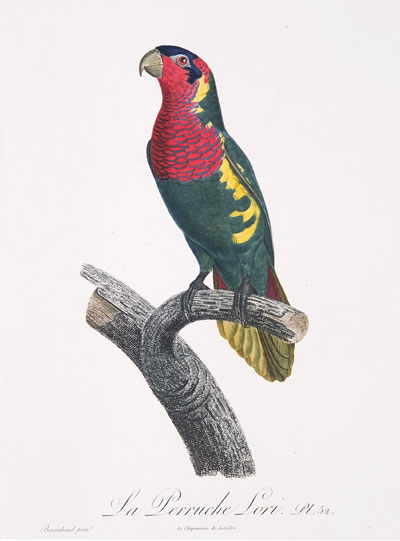
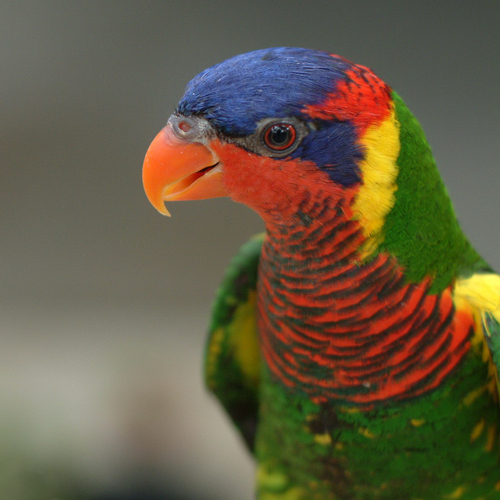
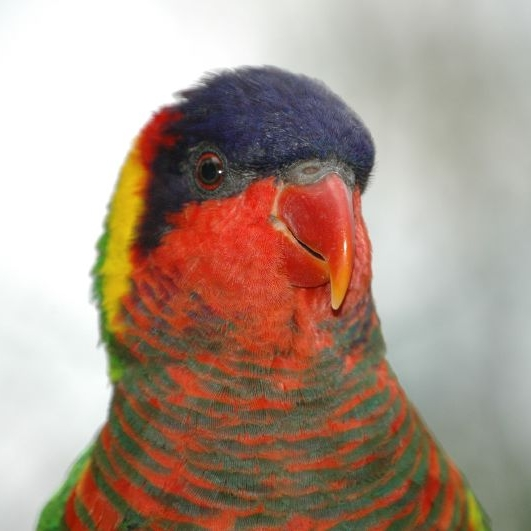
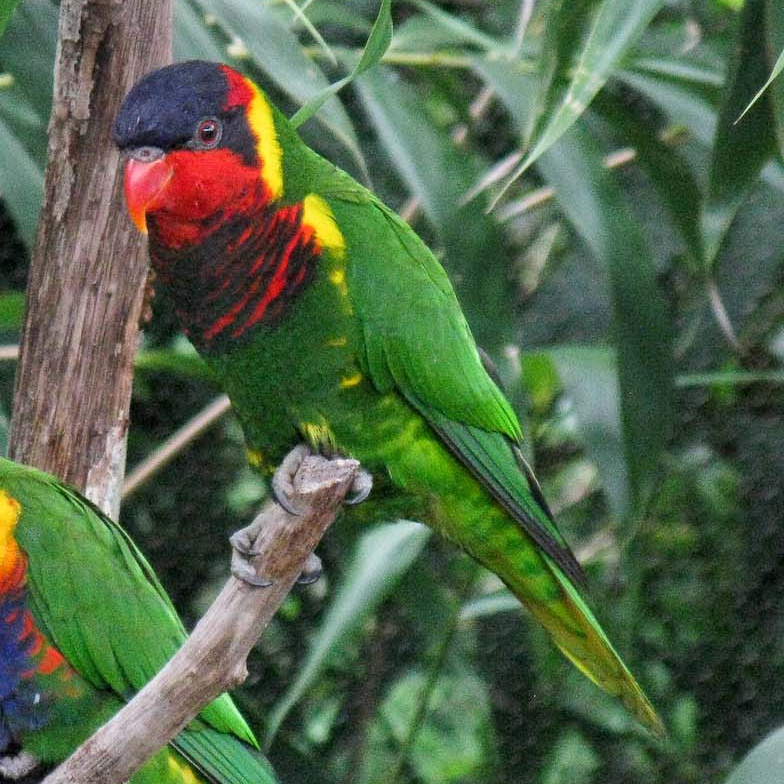